# Vyhne
Vyhne é um município da Eslováquia localizado no distrito de Žiar nad Hronom, região de Banská Bystrica.

## Demografia
| Ano:        | 1994 | 2004    | 2014   | 2024   |
| ----------- | ---- | ------- | ------ | ------ |
| Broj ljudi: | 1515 | 1341    | 1227   | 1117   |
| Razlika:    |      | -11,48% | -8,50% | -8,96% |

| Ano:               | 2023 | 2024 |
| ------------------ | ---- | ---- |
| Número de pessoas: | 1117 | 1117 |
| Diferença:         |      | +0%  |